# Урочище «Кіндрат»
Уро́чище «Кіндра́т» — ботанічна пам'ятка природи місцевого значення в Україні. Розташована в межах Вигодської селищної громади Калуського району Івано-Франківської області, на захід від села Новий Мізунь.
Площа 0,2 га. Статус отриманий у 2018 році. Перебуває у віданні ДП «Вигодське лісове господарство» (Бистрівське л-во, кв. 17, вид. 22).